# Iotapianus
Marcus Fulvius Rufus Iotapianus (d. c.249) a fost un uzurpator roman din secolul III.
Iotapianus este cunoscut doar după câteva monede și după scrierile lui Aurelius Victor, Zosimus și Polemius Silvius.

## Origini
Iotapianus făcea parte dintr-o familie aristocrată din Siria. Probabil se trăgea din regii din Commagene, a căror putere locală a decăzut în timpul împăratului roman Vespasian.
Aurelius Victor spune că Iotapianus se declara descendent dintr-un anume Alexandru. Unii istorici spun că este vorba despre Alexandru Sever, iar alții îl arată ca strămoș al lui Iotapianus pe Alexandru Macedon, bazându-se pe faptul că Antioh I Theos din Commagene (străbun al lui Iotapianus) se declara și el descendent din regele macedonean.

## Revoltă
Iotapianus s-a revoltat în Siria, la sfârșitul domniei lui Filip Arabul. Probabil revolta s-a iscat din cauza taxelor prea mari.
El și-a stabilit capitala la Antiohia. După doar câteva luni de domnie, a fost ucis de propriile trupe, probabil la începutul domniei lui Decius.